# Orthrosanthus laxus
Orthrosanthus laxus är en irisväxtart som först beskrevs av Stephan Ladislaus Endlicher, och fick sitt nu gällande namn av George Bentham. Orthrosanthus laxus ingår i släktet Orthrosanthus och familjen irisväxter.

## Underarter
Arten delas in i följande underarter:
- O. l. gramineus
- O. l. laxus

## Bildgalleri

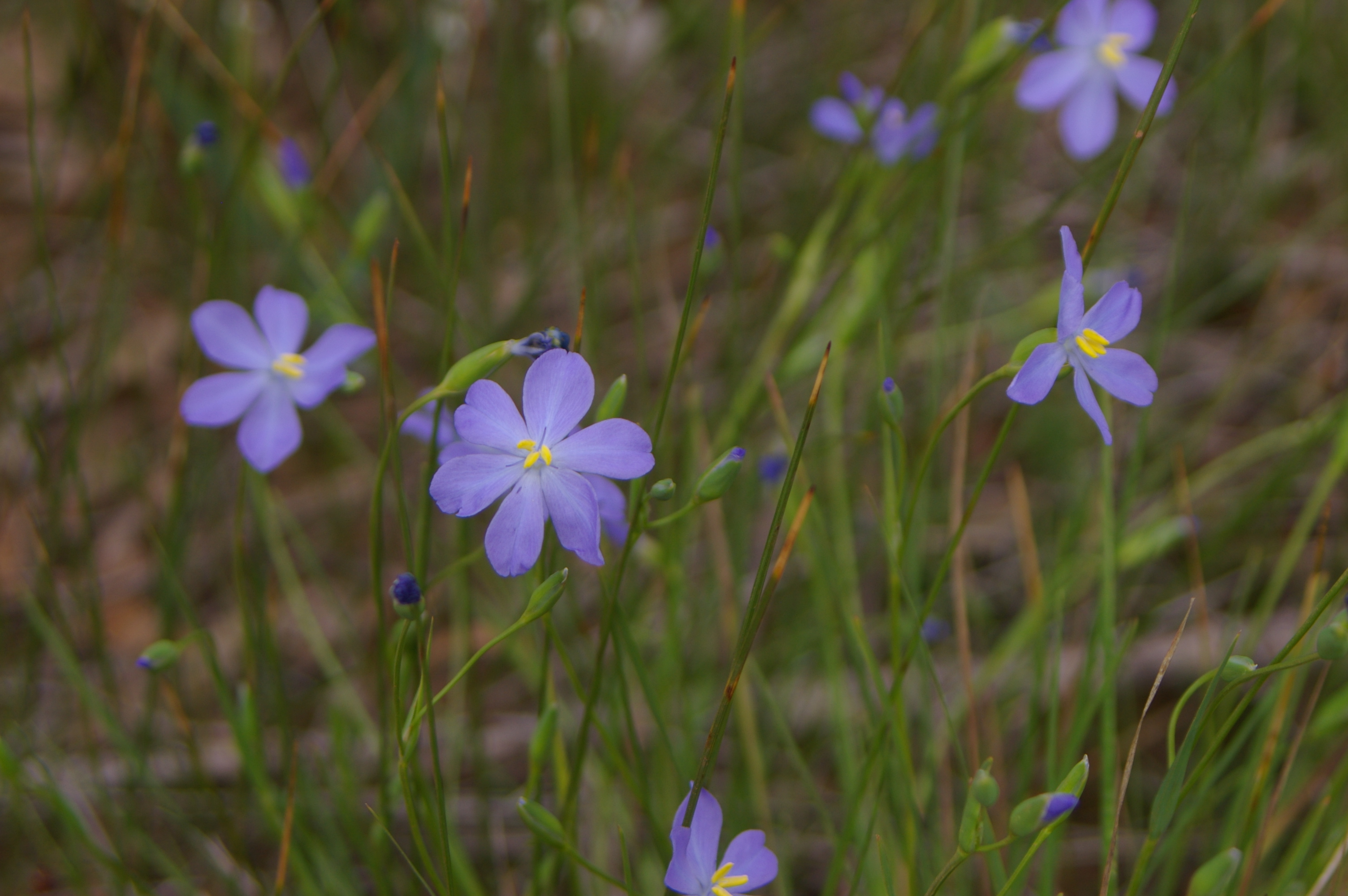